# Caspar David Friedrich

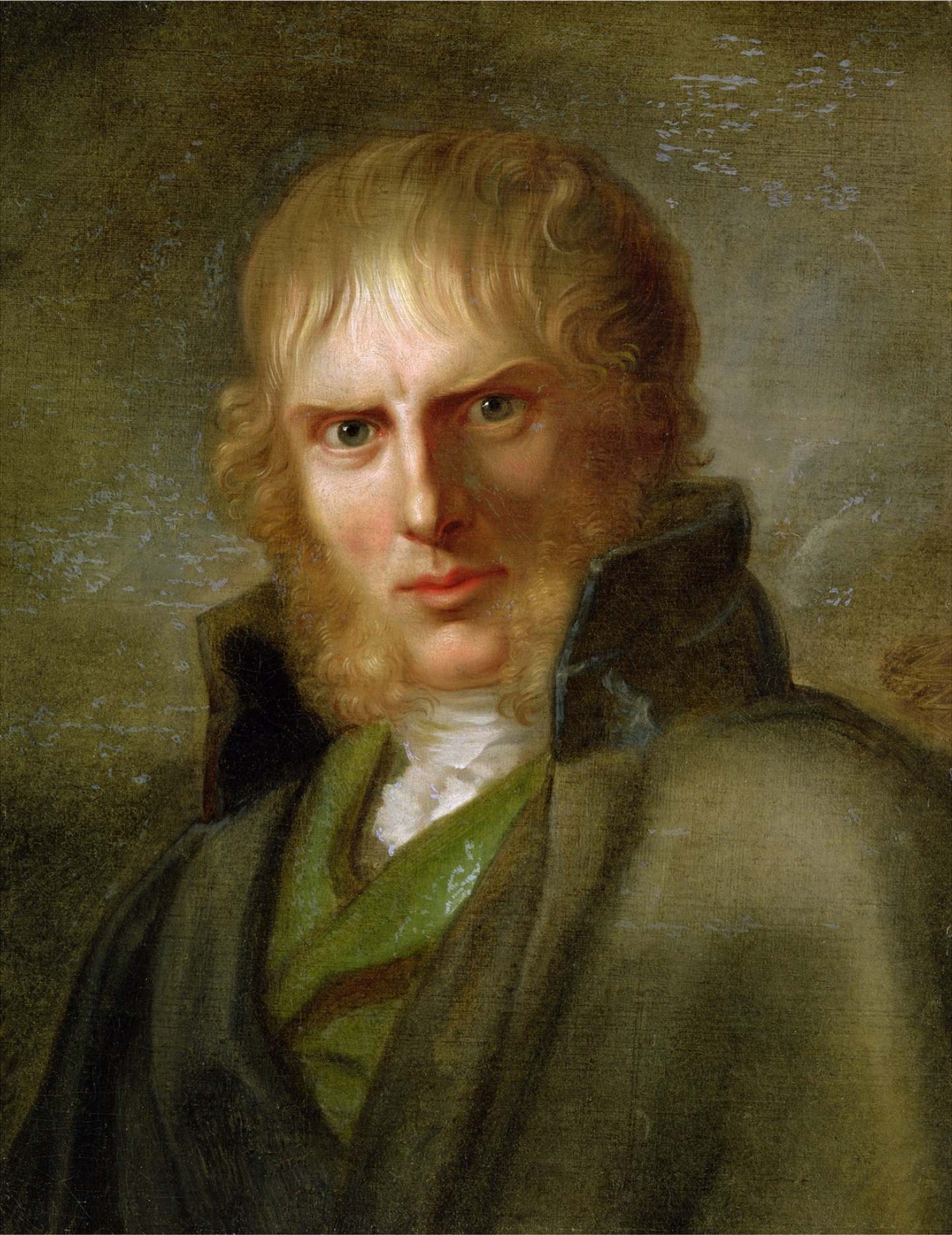
Chân dung Caspar David Friedrich, tranh của Gerhard von Kügelgen khoảng 1810-1820

Caspar David Friedrich (5 tháng 9 năm 1774 - 7 tháng 5 năm 1840) là một họa sĩ vẽ phong cảnh người Đức thuộc trường phái lãng mạn thế kỷ 19 và được coi là một trong những họa sĩ quan trọng nhất trong lịch sử hội họa. Friedrich được biết đến với những bức tranh phong cảnh phúng dụ, trong đó biểu tả hình ảnh về những sự vật đứng đối chọi với hoàng hôn, sương mù buổi sớm, những chiếc cây tàn trụi hay cảnh những đống đổ nát. Đam mê đầu đời của Caspar Friedrich là ngắm phong cảnh, những tác phẩm có tính chất biểu tượng và chống đối phong cách cổ điển của ông luôn cố gắng tìm kiếm sự truyền tải những trải nghiệm tinh thần của cuộc đời.
Dù cho rất nổi tiếng ở thời của mình nhưng danh tiếng của Friedrich có phần suy giảm vào giai đoạn nửa sau thế kỷ 19. Khi mà nước Đức đang ngày càng công nghiệp hóa mạnh mẽ, nghệ thuật càng có tầm quan trọng. Các bức họa mô tả sự tĩnh lặng, có tính trầm ngâm, suy tư của Friedrich được xem là những sản phẩm của thời kỳ quá khứ. Sự tái khám phá các tác phẩm của Friedrich bắt đầu từ năm 1906 khi một cuộc triển lãm 32 bức họa và điêu khắc của ông được tổ chức ở Berlin. Trong thập niên 1920, các tác phẩm của Friedrich được các họa sĩ trường phái biểu hiện đánh giá cao và trong thập niên 1930, 1940 thì các tác phẩm của ông trở thành nguồn cảm hứng cho các họa sĩ thuộc trường phái siêu thực và hiện sinh. Ngày nay, ông được xem là biểu tượng của trường phái hội họa lãng mạn Đức và là một họa sĩ có tầm ảnh hưởng quốc tế.

### Cuộc đời của Caspar David Friedrich

#### Thời niên thiếu
- Friedrich sinh ngày 5 tháng 9 năm 1774 tại Greifswald, một thành phố ven biển ở miền Bắc nước Đức. Ông là con thứ ba trong một gia đình có bốn người con. Cha của ông là một thương nhân và mẹ ông là con gái của một mục sư. Mẹ ông qua đời khi ông mới 7 tuổi, điều này đã ảnh hưởng sâu sắc đến tâm lý của ông.

#### Học vấn
- Friedrich bắt đầu học vẽ khi còn trẻ. Ông theo học tại Trường Nghệ thuật ở Greifswald[1] và sau đó chuyển đến Dresden, nơi ông tiếp xúc với nhiều nghệ sĩ khác và các phong trào nghệ thuật đương thời. Ông chịu ảnh hưởng từ các nghệ sĩ như Giovanni Battista Piranesi và phong trào lãng mạn, nơi nhấn mạnh cảm xúc và sự tự do sáng tạo.

#### Cuộc sống cá nhân
- Friedrich kết hôn với Marianne Catzen vào năm 1818. Cuộc sống hôn nhân của họ trải qua nhiều khó khăn, và họ không có con cái. Ông thường cảm thấy cô đơn và xa lánh, điều này phản ánh trong nhiều tác phẩm của ông. Sự cô đơn này cũng gắn liền với những mất mát trong gia đình và xã hội.

#### Sự nghiệp nghệ thuật
- Friedrich bắt đầu nổi tiếng vào đầu thế kỷ 19. Ông tham gia các triển lãm nghệ thuật và nhanh chóng được công nhận nhờ phong cách độc đáo và cách thể hiện cảm xúc qua cảnh vật.Friedrich bắt đầu nổi tiếng với các tác phẩm phong cảnh, phản ánh tâm trạng và cảm xúc sâu sắc. Ông tham gia nhiều triển lãm nghệ thuật và nhận được sự công nhận từ giới nghệ thuật đương thời. Là một trong những người tiên phong của phong trào lãng mạn, ông đã sử dụng thiên nhiên như một phương tiện để thể hiện các chủ đề triết lý và tâm linh.
- Ngoài những bức tranh đã đề cập, Friedrich còn sáng tác nhiều tác phẩm khác như "The Cross in the Mountains" và "The Ruins of Eldena Monastery.[2]" Những tác phẩm này thường sử dụng hình ảnh thiên nhiên để thể hiện các chủ đề tâm linh và triết lý. "The Monk by the Sea[3]" (1808-1810): Một bức tranh nổi tiếng thể hiện một nhà sư đứng bên bờ biển, biểu tượng cho sự cô đơn và sự tìm kiếm ý nghĩa. "Wanderer above the Sea of Fog[4]" (1818): Một trong những tác phẩm biểu tượng của nghệ thuật lãng mạn, thể hiện một người đàn ông đứng trên vách đá nhìn ra biển sương mù. "The Sea of Ice[5]" (1823-1824): Một bức tranh mạnh mẽ về sự tàn khốc của thiên nhiên.

#### Cuối đời
- Vào cuối đời, Friedrich gặp nhiều khó khăn về sức khỏe và tài chính. Sự thay đổi trong sở thích nghệ thuật cũng khiến ông bị đánh giá thấp. Ông qua đời vào ngày 7 tháng 5 năm 1840 tại Dresden, nơi ông đã sống và làm việc trong nhiều năm.

1. ↑  “Greifswald”, Wikipedia (bằng tiếng Anh), 23 tháng 12 năm 2024, truy cập ngày 5 tháng 2 năm 2025
2. ↑  “Wanderer above the Sea of Fog”, Wikipedia (bằng tiếng Anh), 17 tháng 11 năm 2024, truy cập ngày 5 tháng 2 năm 2025
3. ↑  “The Monk by the Sea”, Wikipedia (bằng tiếng Anh), 11 tháng 12 năm 2024, truy cập ngày 5 tháng 2 năm 2025
4. ↑  “Wanderer above the Sea of Fog”, Wikipedia (bằng tiếng Anh), 17 tháng 11 năm 2024, truy cập ngày 5 tháng 2 năm 2025
5. ↑  “The Sea of Ice”, Wikipedia (bằng tiếng Anh), 9 tháng 12 năm 2024, truy cập ngày 5 tháng 2 năm 2025